# Toufik Saibi
Toufik Saibi (en arabe : توفيق صايبي) est un footballeur algérien né le 7 avril 1979 à Constantine. Il évoluait au poste de milieu défensif.

## Biographie
Il évolue en première division algérienne avec les clubs, du CS Constantine et du CRB Aïn Fakroun. Il dispute 47 matchs en Ligue 1.

## Palmarès
| CS Constantine - Championnat d'Algérie D2 (1) : - Champion : 2003-04. |  | CRB Aïn Fakroun - Championnat d'Algérie D2 (1) : - Champion : 2012-13. |